# Sello del estado de Illinois
El sello del estado de Illinois se adoptó por primera vez en 1819 por la primera Asamblea General de Illinois. La primera ley que autorizaba el escudo exigía al secretario de Estado de Illinois crear y mantener el escudo. El primer escudo que se grabó era esencialmente un duplicado del Gran Sello de los Estados Unidos. Se utilizó hasta 1839, cuando se reformó. El escudo diseñado en 1839 se convirtió en el Segundo Escudo. 
El Secretario de Estado de Illinois, Tyndale Sharon, encabezó la campaña para crear el Tercer Escudo, en uso actualmente. En 1867, Sharon pidió al senador por este estado, Allen C. Fuller, que promulgara una ley exigiendo un nuevo escudo. Tyndale había previsto inicialmente revertir las palabras del lema estatal:"State Sovereignty, National Union" ("Soberanía Estatal, Unión Nacional") en vista de la guerra civil estadounidense. Sin embargo, el 7 de marzo de 1867, fue aprobado un proyecto de ley que mantenía las palabras originales. No obstante, se encomendó a Tyndale el diseño del nuevo escudo. 

## Diseño
El escudo muestra un águila posada sobre una roca con un escudo en sus garras y en su pico una pancarta con el lema estatal. Esta imagen se asemeja al Escudo de México, el cual posee un águila con una serpiente en su pico. Las trece estrellas y las trece franjas en el escudo que sostiene el águila representan los trece estados originales de la Unión. El deseo de Tyndale de modificar las palabras del lema estatal se refleja actualmente con la redacción original, estando el texto «State Sovereignty» («Soberanía Estatal») debajo de «National Union», («Unión Nacional») con la palabra «soberanía» escrita de cabeza, reduciendo su legibilidad. La fecha «26 de agosto de 1818» —cuando la primera constitución de Illinois fue aprobada en Kaskaskia— aparece en el arco inferior del círculo, y «1818», el año en que este estado fue reconocido como tal, se muestra en el escudo por debajo de 1868, año en que el escudo fue aprobado. Este diseño básico ha sobrevivido a través de varias modificaciones desde que fue concebido. El Secretario de Estado sigue siendo el encargado del Escudo de Illinois.

## Sellos del Gobierno de Illinois

Sello del Fiscal General de Illinois
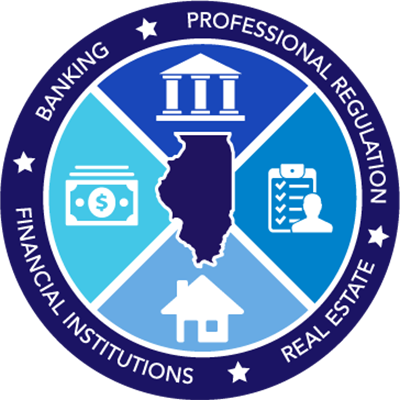
Sello del Departamento de Regulación Financiera y Profesional de Illinois
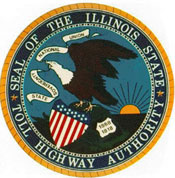
Sello de la Autoridad de Autopista de Peaje del Estado de Illinois